# Benedict Wong
Benedict Wong (ur. 3 lipca 1970 w Eccles) – brytyjski aktor. Odtwórca roli Kubilaj-chana w serialu Netflix Marco Polo (2014–2016), Bruce’a Nga w Marsjaninie (2015) oraz Wonga w produkcjach Filmowego Uniwersum Marvela – Doktor Strange (2016), Avengers: Koniec gry (2019), Shang-Chi i legenda dziesięciu pierścieni (2021).

## Życiorys
Urodził się w Eccles w hrabstwie Wielki Manchester, w rodzinie pochodzenia chińskiego. Jego rodzice to emigranci z Hongkongu. Dorastał w dzielnicy Salford w Manchesterze. Po ukończeniu szkoły średniej uczęszczał do La Salle Sixth Form College na West Lane w Salford. Odbył dwuletni kurs sztuk scenicznych w Salford City College.
Po studiach miał trudności ze znalezieniem pracy i często był odsuwany na przesłuchania. Swoją pierwszą rolę zdobył dopiero w wieku 22 lat w serialu Scenariusz (Screenplay, 1992) jako Le Van Dong. W 1993 dostał kolejną pracę w słuchowisku radia BBC zatytułowanym Kai Mei Sauce, po czym wystąpił gościnnie jako Chińczyk w serialu BBC Babie lato (Last of the Summer Wine, 1993) z Peterem Sallisem.
Po kilku latach występów w małych rolach w różnych serialach telewizyjnych i filmach, w tym telewizyjnym dreszczowcu Nocna straż (Night Watch, 1995) u boku Pierce’a Brosnana, zdobył przełomową rolę jako Frankie Li w filmie telewizyjnym Supply & Demand (1997) a następnie w reboot miniserialu Supply & Demand. Grał kilka różnych ról w serialu ITV Bill (1997–2002). Wkrótce zadebiutował na kinowym ekranie w roli Trana w szpiegowskim filmie sensacyjnym Tony’ego Scotta Zawód: Szpieg (Spy Game, 2001) z Robertem Redfordem i Bradem Pittem w rolach głównych.
Odniósł sukces w roli Ravela w dramacie fantastycznonaukowym Ridleya Scotta Prometeusz (2012). W 2013 zadebiutował na West Endzie  w roli Zhanga Lina w sztuce Chimerica.
Jednak dopiero w 2014 w końcu zaczął zdobywać uznanie. Najpierw został obsadzony w roli Kubilaj-chana w serialu Netflix Marco Polo (2014–2016). Następnie otrzymał drugoplanową rolę Bruce’a Nga w nominowanym do Oscara dramacie fantastycznonaukowym Ridleya Scotta Marsjanin (2015) u boku Matta Damona. Za rolę Kyo w dramacie fantasy Nine Days (2020) był nominowany do Independent Spirit Awards.

## Filmografia

### Film
| Rok  | Tytuł                                     | Rola            | Uwagi           |
| ---- | ----------------------------------------- | --------------- | --------------- |
| 2000 | Kiss Kiss (Bang Bang)                     | Pat Proudence   |                 |
| 2001 | Dowcip                                    | Fellow 2        |                 |
| 2001 | Zawód: Szpieg                             | Tran            |                 |
| 2001 | Double Happiness                          | Dan             | krótkometrażowy |
| 2002 | Niewidoczni                               | Guo Yi          |                 |
| 2003 | Code 46                                   | Medic           |                 |
| 2005 | On a Clear Day                            | Chan            |                 |
| 2005 | Tristram Shandy: Wielka ściema            | Ed              |                 |
| 2007 | W stronę słońca                           | Trey            |                 |
| 2007 | Grow Your Own                             | Kung Sang       |                 |
| 2008 | Largo Winch                               | William Kwan    |                 |
| 2009 | Moon                                      | Thompson        |                 |
| 2009 | My Dad the Communist                      | Dad             |                 |
| 2010 | Shanghai                                  | Juso Kita       |                 |
| 2011 | Lady                                      | Karma Phuntsho  |                 |
| 2011 | Johnny English Reaktywacja                | Chi Han Ly      |                 |
| 2012 | Prometeusz                                | Ravel           |                 |
| 2012 | Painkiller                                | Jay             | krótkometrażowy |
| 2013 | Koliber                                   | Mr Choy         |                 |
| 2013 | Kick-Ass 2                                | Mr. Kim         |                 |
| 2015 | Marsjanin                                 | Bruce Ng        |                 |
| 2016 | Doktor Strange                            | Wong            |                 |
| 2017 | 2036: Nexus Dawn                          | Lawmaker        | krótkometrażowy |
| 2018 | Avengers: Wojna bez granic                | Wong            |                 |
| 2018 | Anihilacja                                | Lomax           |                 |
| 2019 | Avengers: Koniec gry                      | Wong            |                 |
| 2019 | Bliźniak                                  | Baron           |                 |
| 2019 | The Personal History of David Copperfield | Wickfield       |                 |
| 2019 | Zakochany kundel                          | Bull (głos)     |                 |
| 2020 | Nine Days                                 | Kyo             |                 |
| 2021 | Wyrolowani                                | dr Chung (głos) |                 |
| 2021 | Raya i ostatni smok                       | Tong (głos)     |                 |
| 2021 | Shang-Chi i legenda dziesięciu pierścieni | Wong            |                 |
| 2021 | Spider-Man: Bez drogi do domu             | Wong            |                 |
| 2022 | Doktor Strange w multiwersum obłędu       | Wong            |                 |
| 2023 | Magiczna słonica                          | Magician (głos) |                 |

### Telewizja
| Rok              | Tytuł                        | Rola                             | Uwagi                    |
| ---------------- | ---------------------------- | -------------------------------- | ------------------------ |
| 1992             | Screenplay                   | Le Van Dong                      | 1 odc.                   |
| 1993             | Last of the Summer Wine      | Chińczyk                         | 1 odc.                   |
| 1994             | The Chief                    | Peng                             | 1 odc.                   |
| 1994             | Frank Stubbs Promotes        | Lee                              | 1 odc.                   |
| 1995             | Cardiac Arrest               | Radiographer                     | 1 odc.                   |
| 1995             | Hearts and Minds             | Tłumacz                          | 1 odc.                   |
| 1996             | Pie in the Sky               | Michael Cheung                   | 1 odc.                   |
| 1996             | Cracker                      | Peter Yang                       | 1 odc.                   |
| 1997             | Supply & Demand              | Frankie Li                       | film TV                  |
| 1997             | Breakout                     | Jerry                            | film TV                  |
| 1997, 2000, 2002 | The Bill                     | Li Mann, Michael Wei, David Chiu | 9 odc.                   |
| 2000             | Baśnie tysiąca i jednej nocy | Hassan                           | miniserial               |
| 2002             | TLC                          | Terry Cheung                     | 6 odc.                   |
| 2002, 2005       | Look Around You              | Chess Player, dr Franklin Fu     | 2 odc.                   |
| 2002–04          | 15 Storeys High              | Errol Spears                     | 12 odc.                  |
| 2003             | Rozgrywki                    | Pete Cheng                       | 6 odc.                   |
| 2006             | Eleventh Hour                | Danny                            | 1 odc.                   |
| 2007             | Frankenstein                 | Ed Gore                          | film TV                  |
| 2009             | Spirit Warriors              | Li                               | 7 odc.                   |
| 2010             | Technicy-magicy              | Harold "Prime" Tong              | 1 odc.                   |
| 2010             | Tajniacy                     | Kai                              | 1 odc.                   |
| 2010–11          | Law & Order: UK              | Eli Smart                        | 2 odc.                   |
| 2011             | Kamuflaż                     | Shen Yue                         | 1 odc.                   |
| 2011, 2013, 2022 | Top Boy                      | Vincent                          | 6 odc.                   |
| 2013             | The Wrong Mans               | Lau                              | 4 odc.                   |
| 2013             | Words of Everest             | Tenzing Norgay                   | dokumentalny             |
| 2013             | Run                          | Gao                              | 1 odc.                   |
| 2014             | Prey                         | Ashley Chan                      | 3 odc.                   |
| 2014–16          | Marco Polo                   | Kubilaj-chan                     | 20 odc.                  |
| 2016             | Czarne lustro                | Shaun Li                         | odc. Hated in the Nation |
| 2017             | Electric Dreams              | Ed Andrews                       | odc. Impossible Planet   |
| 2018-19          | Deadly Class                 | Lin                              | gł. rola                 |
| 2019             | Ciemny kryształ: Czas buntu  | Generał (głos)                   | 9 odc.                   |
| 2020, 2023       | Co robimy w ukryciu          | Wallace Wallace                  | 2 odc.                   |
| 2021             | A gdyby…?                    | Wong                             | 1 odc.                   |
| 2022             | Toast of Tinseltown          | Rusty Halloween                  | 1 odc.                   |
| 2022             | Mecenas She-Hulk             | Wong                             | 3 odc.                   |